# سعيد بوتروفين
سعيد بوتروفين (1953 - 2014)، هو فنان مغني مغربي من سوس، يعتبر من رواد الأغنية السوسية الأمازيغية.  وهو أحد مؤسسي مجموعة أوسمان إلى جانب عموري مبارك وسعيد بيجعاض وبلعيد العكاف واليزيد قرفي وطارق المعروفي... 

## حياته
ولد بتاريخ 9 غشت 1953 بمدينة تزنيت وينحدر من قبيلة امتوكا بحاحا وبالضبط دوار كوزمت. ترعرع في اسرة فنية. وكان منزل اخته بدرب الفقراء بالدارالبيضاء أوائل السبعينات من القرن 20 ملتقى للعديد من الفنانين الهواة. وعمل عازفا في الجوق الوطني للإذاعة والتلفزة المغربية.

## الجوائز
- فاز بالجائزة الثانية من مهرجان الأغنية المغربية سنة 1986 بأغنيته الرائعة “اور افولكي ادوكان تلات اياماركي”.[3]

## وفاته
توفي صباح اليوم الأحد 9 فبراير 2014 بعد معاناة طويلة مع المرض.